# Банковская система Туниса

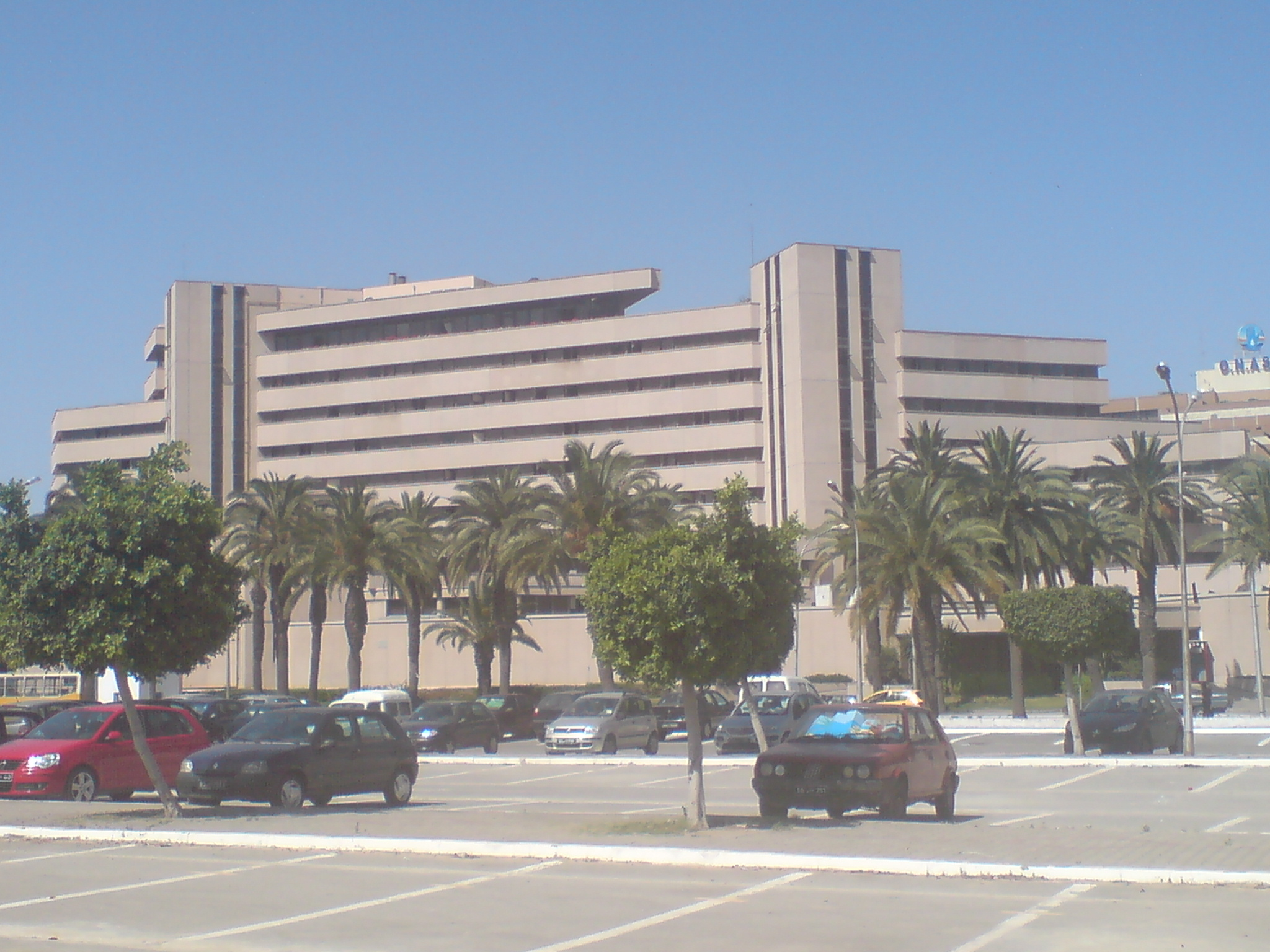
Штаб-квартира Центрального банка Туниса

Банковская система Туниса — система кредитно-финансовых институтов Тунисской Республики, состоящая из восемнадцати небольших внутренних (национальных) банков и трёх крупнейших банков, контролируемых государством. Банковский сектор Туниса характеризуется как достаточно узкий и высококонцентрированный.

## История
Тунис входит в число первых государств Ближнего Востока и Северной Африки, приступивших к реформированию национальной системы финансов. Финансовый сектор страны жёстко контролировался со стороны государства вплоть до середины 1980-х годов. С тех пор он претерпел три десятилетия постепенных, но оказавшихся недостаточными реформ. На сегодняшний день государственные коммерческие банки доминируют в банковской системе и занимают более половины доли рынка, что подразумевает государственный контроль над банковским сектором, что, в свою очередь, по мнению некоторых исследователей, является негативным фактором для экономического роста страны. После падения режима Бен Али активы банковского сектора, в значительной степени находившегося под контролем семьи президента, были арестованы Центральным банком Туниса.
Тунисские банки имеют относительно высокий процент просроченных кредитов (NPL) от общей суммы кредитов. Среднее отношение просроченной задолженности к общему объёму кредитов за период 2005—2008 годов составило 18,3 %, что несколько ниже, чем в Египте (19,7 %), но значительно выше, чем в Иордании (4,8 %), Ливане (11,9 %) и Марокко (10,1 %). К 2009 году процентные ставки по тунисским кредитам снижались, но все ещё были относительно высокими — 13,2 %.
Тунисская революция 2011 года оказала влияние на экономическую, социальную и политическую стабильность страны, а также на общие перспективы развития государства. После окончания революции было высказано предположение, что современная офшорная банковская система будет жизнеспособной в рамках долгосрочной стратегии развития Туниса, сыграет существенную роль в восстановлении экономики страны.
По экспертным оценкам, исторические, экономические и культурные связи с Европой, близость Туниса к европейскому рынку и сильная корреляция темпов экономического роста Туниса с темпами экономического развития соседней Европы могут сделать арабскую республику привлекательной альтернативой традиционным офшорам, поскольку определённое давление со стороны Европейского союза и США вынудило Швейцарию и Люксембург частично отступить от принципа банковской тайны.
Современный Тунис, одно из немногих светских государств арабского мира, по сравнению с другими странами региона, известен экономической и политической стабильностью и высокообразованной рабочей силой. Кроме того, Тунису не знакомо так называемое «ресурсное проклятие»: страна не имеет крупных нефтяных или минеральных месторождений. Характерной особенностью государства являются его относительно высокие темпы экономического развития в том числе до начала революции 2011 года. Так, годовой рост экономики Туниса в период с 2000 по 2009 год составлял 5,2 %, а доход на душу населения — около 8 300 долларов США (в пересчёте по ППС), что являлось вторым по величине показателем (после Ливана) среди стран-импортёров нефти стран MENA. Стабильность тунисской валюты и исторически низкая инфляция (4,9 % в 2007—2008 финансовом году, 3,5 % в 2008—2009 финансовом году; после революции: 7,3 % в 2018 году, 7,4 % в 2019 году) также всегда оставались положительными показателями потенциального развития государственной финансовой сферы. Помимо этого, тунисский динар был менее волатильным в 2000—2010 годах, чем валюты его соседей-импортёров нефти, Египта и Марокко.

### Реструктуризация и восстановление банков после арабской весны
После падения авторитарного режима президента Бен Али стало известно о тяжёлом состоянии трёх крупнейших государственных банков, Société Tunisienne de Banque, Banque de l'Habitat и Banque Nationale Agricole. Ввиду того, что активы этих банков составляли около 40 % совокупных банковских активов в стране, данные учреждения имели существенное структурное значение для всей экономики государства. Поскольку туристический сектор Туниса также пострадал после революции 2011 года и террористической атаки в Сусе (2015 год), финансовое состояние государственных банков ухудшилось, так как примерно 40 % просроченных задолженностей приходится на индустрию туризма.
Два государственных банка, Société Tunisienne de Banque и Banque de l’Habitat, получили в августе 2015 года 867 миллионов динаров (440 миллионов долларов) в качестве государственной помощи. Рекапитализация вызвала протест со стороны множества активистов, которые потребовали обнародовать результаты правительственного аудита трёх государственных банков. Основная проблема заключается в том, что данные государственные банки были обязаны предоставлять кредиты союзникам Бен Али в период его правления, которые никогда не были погашены и считались «подарками». Несмотря на протесты некоторых членов тунисского парламента (в их числе Хафед Зуари и Сами Аббусаид), выступавших за прозрачность в отношении финансирования банков, государственная помощь была одобрена с большой разницей голосов.
После начала государственной рекапитализации Международный валютный фонд предоставил Тунису чрезвычайный кредит в размере 300 миллионов долларов, а Всемирный банк — кредит в размере 500 миллионов долларов на реструктуризацию государственных банков в целях стимулирования экономического роста. Министр финансов Туниса Слим Чакер пообещал реструктуризировать три государственных банка до конца 2015 года.